# 袁弓夷
袁弓夷（1949年1月30日—），初名袁肅，譜名袁世宏，男，日本电子工业实业家、時事評論員及國際反共說客。早年於香港創立多家电子企业，近年因於反修例運動前後高調發聲支持並開始參政，而於政界知名。

## 生平
袁弓夷祖籍浙江宁波鄞县，1949年1月30日生於上海，1957年随家人移居香港，在香港島赤柱的聖士提反書院附屬小學（1963年小六，與錢果豐為同屆同學），後於聖士提反書院讀中學。早年在家庭企业任职，1980年代与父袁勃创办香港「科苑」电子工业企业系列，初期制作当时风行的电子表获商业成功。后继任父职，任香港科苑电子董事长。1980年代改革开放后投资中国大陆，任广州科苑电子董事长。后创设Tele-Art Inc.，「科苑有限公司」成为Tele-Art Inc.下的全资附属企业，Tele-Art Inc.亦先后于香港证券交易所和美国纽约納斯達克上市，成为首家在納斯達克上市的全港资电子企业。袁氏Tele-Art Inc.在港制日本卡西歐电子表，曾是其在港最大代工。

### 從商經歷
袁弓夷指出，他在1979年跟華潤旗下的「華遠」公司合資成立一間名為「華科」的公司，在大埔工業村製造晶片以發展中國大陸的火箭及導彈等科技，之後他派遣來自中國大陸的工程師到美國矽谷購買相關設備，這批工程師在美國被聯邦調查局拘捕，因袁弓夷是「華科」的董事長，所以他被美國制裁約7年，其間不准購買任何美國的科技，此次制裁幾乎令其傾家蕩產。
其在香港的「科苑」企业，因在美国債款问题于1997年入禀百慕達法院，后申请清盘获准。而2005年5月，其香港「科苑」又被中銀香港追款，入禀香港高等法院，最终清盘。2008年，亦被香港花旗银行入禀香港高院，申请破产，此亦为香港等亚洲发达经济体电子制造业在20世纪90年代末及21世纪初滑落而产业向新兴经济体转移的趋势。
除「科苑」系列企业外，袁在香港、美国创设9家企业，创办香港国叶控股有限公司，历任董事、执行董事、总裁、董事长，亦任香港云工科技有限公司董事长。袁氏亦捐资助建浙江翰香小学（其父袁勃母校），捐建袁勃铜像，并设立“袁希涛潘鸿鼎奖学金”。
2018年，袁弓夷控訴小米科技有限責任公司及小米通訊技術有限公司侵犯3GPP標準，要求賠償5000萬。涉案專利爲中國第ZL00800381.5號專利，可應用于WCDMA、TD-SCMDA、HSPA和LTE技術，涉及多項3GPP標準。小米被控在國內生産銷售的小米5X、小米Max2、小米Note3等12種小米系列手機使用了該專利。

### 參與政治活動
2019年反修例运动期间，袁弓夷多次前往美国游说唐納·川普政府制裁中华人民共和国政府，希望借助美国力量推翻之。最终，美国国会于同年7月一致通过《香港自治法》，制裁据称破坏香港民主制度的人士及实体。
2020年，政府以新冠肺炎疫情為由押後立法會選舉，民主派就去留引發爭議，袁弓夷拍片批評民主黨林卓廷，指其說話藝術和前立法會主席曾鈺成一樣。林卓廷拍片回應稱，對袁弓夷的指控感到難以理解。

2022年1月7日，袁弓夷在其Youtube頻道「袁爸爸 袁弓夷政經評論」進行直播，題為「香港成為西安共同體？龔小夏 袁弓夷」，當中提到他有意成立香港臨時議會，以抗衡《香港國安法》和「完善選舉制度」後的香港立法會，為支持反送中運動的香港市民提供議事平臺。2022年7月27日，袁弓夷、何良懋及梁頌恆於加拿大多倫多宣布成立組織香港議會選舉籌備委員會。
2022年8月3日，香港保安局指袁弓夷聯同何良懋及梁頌恆等人因籌組「香港議會」，涉嫌違反《香港國安法》第22條顛覆國家政權罪而被香港警務處國家安全處通緝。成為繼朱牧民後另一位被通緝的非中國籍香港居民。
2023年7月3日，袁弓夷、任建峰、郭鳳儀、郭榮鏗、許智峯、蒙兆達、劉祖廸及羅冠聰等八名流亡海外的香港民主派人士被香港警務處國家安全處各懸紅港幣一百萬元正通緝。案情指袁弓夷在海外籌組「香港議會」，計劃發動公投推翻中央及香港特別行政區政府，並且勾結海外反華政客組織，在不同場合要求外國對中國和香港特別行政區採取制裁及其他敵對行為，包括近期表示要制裁香港特別行政區的法官。上述罪行涉嫌違反《港區國安法》第22條的顛覆國家政權罪，以及第29條的勾結外國或境外勢力危害國家安全罪。袁不久後舉行網上直播，在直播中他「感謝」國安處，因為有關消息幫助宣傳他所負責的「香港議會」，又指「今晚要慶祝」。
2024年2月5日，袁弓夷與邵嵐、郭鳳儀及許穎婷會見美國東亞暨太平洋事務助理國務卿康達並討論香港民主議題，中華人民共和國外交部發言人汪文斌對此事件表示強烈不滿和堅決反對。2024年12月24日，其香港特區護照被撤銷。

## 家庭
袁弓夷为宋朝望族西門袁氏直系第二十五世後人，族中人才輩出、桃李滿門；族伯袁希洛为孙中山就任中华民国大总统时的授印代表，族叔袁希濤曾为中华民国教育总长。
父袁勃为香港照相业大王；母畢業於滬江大學並精通英語，1956年因於上海傳教被中华人民共和国政府迫害，被關押20年，其中3年更遭單獨囚禁，1976年始獲釋。
袁弓夷一生中曾有多段婚姻。首任妻子刑家珏，共育有一子二女（袁彌昌、袁彌望、袁彌明）。第二任妻子Stephanie Downs，共育有一子一女（袁彌滿、袁彌淑），結婚八年後離異。現任妻子為日本人，婚後隨妻入籍日本。
袁弓夷育有六子女，二子袁彌昌为香港政治學者及新民黨前政策總裁，三女袁彌明曾是藝人、政界人物等，參選過香港小姐競選，為香港化妝品商人及人民力量前主席。袁弓夷第二任妻子的兩名子女則為其四子袁彌滿及五女袁彌淑。

## 外部連結
- Elmer Yuen袁弓夷 袁爸爸的X（前Twitter）
- YouTube上的袁爸爸 袁弓夷政經評論頻道
- 香港議會選舉籌備委員會 （页面存档备份，存于）